# Festival de la Cançó d'Intervisió 2008
El V Festival de la Cançó d'Intervisió va ser la cinquena edició del festival i es va celebrar a Sotxi, Rússia (per primera vegada, perquè des del seu inici el festival s'havia celebrat a Sopot) del 28 al 31 d'agost. El festival va ser guanyat per la cantant tadjika Tahmina Niyazova amb la seva cançó «Zangi Telefon» («Занги телефон»).

## Països participants
El festival es va realitzar durant 4 nits on els participants van cantar les seves cançons. Primer, van cantar cançons que van ser hits al segle 20, després van interpretar un hit del món, i finalment, van tornar a cantar les seves cançons a l'ultima nit.

### Nit 1
- Armènia Amyan Razmik amb Ty Budesh Moyey
- Azerbaidjan Seyran amb Uletat
- Belarús The Champions amb Ya Begu Na Zemle
- Geòrgia Salome Korkotashvili
- Kazakhstan Almas Kishkenbaev amb Lyubimaya (Любимая)
- Kirguizstan Gulzinat Suranchieva amb Kir kerbez (Кыз кербез)
- Letònia Amber amb Saucu Tevi
- Moldàvia Boris Covali amb Budesh Zvat
- Rússia Kvatro amb Romans (Романс)
- Tadjikistan Tahmina Niyazova amb Zangi Telefon (Занги телефон)
- Turkmenistan Lachin Mamedova amb Kushdepdi
- Ucraïna The Dangerous Liaisons amb Podarki
- Uzbekistan Shakhnoza Usmanhodzhaeva

| Nº | País         | Idioma   | Artista                | Cançó                               | Traducció               | Posició | Punts |
| -- | ------------ | -------- | ---------------------- | ----------------------------------- | ----------------------- | ------- | ----- |
| 1  | Armènia      | Armenia  | Amyan Razmik           | Ty Budesh Moyey (Ты будешь моей)    | Tu seràs meva           | 3       | 70    |
| 2  | Azerbaidjan  | Àzeri    | Seyran                 | Uletat                              | Allunyar-se             | 6       | 45    |
| 3  | Belarús      | Rus      | The Champions          | Ya Begu Na Zemle (Ya Begu Na Zemle) | Estic corrent per terra | 5       | 52    |
| 4  | Kazakhstan   | Rus      | Almas Kishkenbaev      | Lyubimaya (Любимая)                 | Amat                    | 2       | 79    |
| 5  | Kirguistan   | Finés    | Gulzinat Suranchieva   | Kir kerbez (Кыз кербез)             | Anem, noia              | 3       | 70    |
| 6  | Letònia      | Letó     | Amber                  | Saucu Tevi                          | Testic trucant          | 8       | 40    |
| 7  | Armènia      | Romanès  | Boris Covali           | Budesh Zvat                         | Trucará                 | 7       | 17    |
| 8  | Rússia       | Rus      | Kvatro                 | Roams                               | Romance                 | 1       | 81    |
| 9  | Tadjikistan  | Rus      | Tahmina Niyazova       | Zangi Telefon (Занги телефон)       | El telefon està sonat   | 1       | 79    |
| 10 | Turkmenistan | Anglés   | Lachin Mamedova        | Kushdepdi                           | -                       | 7       | 43    |
| 11 | Armènia      | Ucräines | The Dangerous Liaisons | Podarki                             | Regals                  | 4       | 59    |

## Premis
- Armènia
- Azerbaidjan
- Belarús
- Kazakhstan
- Kirguizstan
- Letònia
- Moldàvia
- Rússia
- Tadjikistan
- Turkmenistan
- Ucraïna

## Futur: Intervisió 2009

D'acord amb les noves regles que el Channel One va realitzar a l'any 2008, el proper concurs "Five Stars. Intervisió " s'ha de fer al país guanyador d'aquesta edició, però en la conferència de premsa final, el president del jurat, Iosif Kobzon, va dir que no tots els països que van participar en la competència tenen les capacitats tècniques com Rússia.
La qüestió d'on es durà a terme la competició de l'any 2009 encara és oberta. Tradicionalment, la competició es porta a terme a l'agost. A la primavera de 2009, els organitzadors del concurs van visitar Duixanbe, que, juntament amb la part tadjik, va decidir celebrar el festival en el complex cultural i d'entreteniment Kokhi Borbad. No obstant això, la data posterior de l'esdeveniment es va posposar d'agost a octubre. El principal problema associat amb la celebració de la competència a Tadjikistan és la manca d'una sala de concerts adequada que compleixi amb les condicions tècniques de la competència internacional.
A l'octubre de 2009, el primer vicepresident de el Comitè de Radiodifusió i Televisió de Tadjikistan, Abdurakhmon Abdumannonov, va dir que la part russa havia rebut una carta oficial dels organitzadors del concurs, l'empresa Krasny Kvadrat i Channel One, en la qual va notificar a la part tadjik "de la seva falta de voluntat per fer una competència en Dushanbe aquest any". L'any 2009, es va dur a terme un altre concurs internacional Eurovisió 2009 a Rússia, i els organitzadors del concurs estaven massa ocupats amb el tema de la celebració. Així mateix, els organitzadors de "intervisió" van decidir incloure als països participants de l'Organització de Cooperació de Xangai en el concurs i, en aquest sentit, es va decidir posposar la seva celebració fins al 2010. A l'any 2010, el concurs no va prendre lloc.
Els preparatius per a l'esdeveniment es van reprendre al maig de 2014, els organitzadors volien celebrar una competència a l'octubre de 2014 a Sotxi. Després es va posposar el termini fins al 2015 sense especificar la data [14], i no hi va haver més informació sobre el festival. Vegeu Festival d'Intervisió 2015.

## Curiositats
- Va ser la primera edició del festival celebrat aquest segle.
- No hi va haver cap dels països fundadors, bé si tots els països participants van formar part de la dissolta Unió Soviètica.
- Armènia només va guanyar un premi al contrari que els altres països participants.